# Baccha obscuripennis
Baccha obscuripennis là một loài ruồi trong họ Ruồi giả ong (Syrphidae). Loài này được Meigen mô tả khoa học đầu tiên năm 1822. Baccha obscuripennis phân bố ở vùng Châu Phi